# 北平府
北平府是明朝初年設置的府，位於今北京市。
明太祖洪武元年（1368年），徐达攻克元大都，废除大都路，八月改置北平府，十月隶属于山东行省。洪武二年（1369年），改属北平行中书省。治所在大兴县。领7县4州：大兴县（倚郭县）、宛平县（倚郭县）、良乡县、昌平县、顺义县、密云县、怀柔县，通州及其下辖漷县、蓟州及其下辖平谷县、涿州及其下辖房山县。洪武三年（1370年）四月，建立燕王府。永乐元年（1403年）正月，升为北京，改为顺天府。

## 長官（北平府知府）
- 梅珪（1371年－？）[1]
- 方必壽（洪武年間）[2]
- 杜智（1399年－？）[3]
- 唐靖（1400年見任）[4]
- 鄭敏（1403年－？）[5]
- 南瑾（任期不詳）[6]
- 高懷敬（任期不詳）[7]
- 李斌（任期不詳）[8]
- 張惟一（任期不詳）[9]